# 旺文社国語辞典
『旺文社国語辞典』（おうぶんしゃこくごじてん）は、旺文社が発行する日本の小型国語辞典。略称は『旺国』（おうこく）。1958年に『学生国語辞典』として成立した後、1960年に現在の名前に改題した。基本的な古語や、人名・地名などの百科語、主要な和歌や俳句が立項されていることが大きな特徴とされている。また、第11版から新設された多義語の「中心義」では、「その語の核となる語義」を説明する。最新版は2023年に発行された第12版で、収録語数は約8万5000語。

## 歴史
『中学国語辞典』、『国語総合辞典』、『掌中国語辞典』の語釈や項目を引き継ぐ形で、1958年に『学生国語辞典』として成立。1960年に付録を増補の上、『旺文社国語辞典』に改題した。

## 特色・評価
基本的な古語や、人名・地名などの百科語、主要な和歌や俳句が立項されていることが特色である。特に、「百人一首から正岡子規まで、代表的な和歌・俳句が解釈つきで載っているのは『旺文社国語辞典』だけの特徴」であるという。また、語源・故事・図版が豊富、類義語の使い分けや敬語に詳しい、活用語にはその活用語尾が示されている、などの特徴も挙げられている。
第11版から新設された多義語の「中心義」では、「その語の核となる語義」を説明しており、サンキュータツオは「基礎日本語辞典的要素もある」と評する。ながさわは「立項は満遍なく、他の多くの辞書に載っている語はとりこぼしていないように見受けられます」と述べ、「受信用にも発信用にも活用できる、総合力の高い辞書」と評価している。